# Alfred den Store
Alfred den Store (oldengelsk: Ælfrēd, Ælfrǣd, "alfe-råd"; 849 – 26. oktober 899) var konge af Wessex fra 871 til 899. Alfred er kendt for sit forsvar af de angelsaksiske kongedømmer i Sydengland mod vikingerne.
Alfred er helgen i både den katolske og den græsk-ortodokse kirke, og i den anglikanske kirke er han en af den kristne kirkes helte. Den 26. oktober er hans helgendag.

## Barndom
Alfred blev født i 849 i landsbyen Wantage i Oxfordshire, som yngste søn af kong Æthelwulf af Wessex og hans første kone, Osburga. I 868 blev Alfred gift med Ealhswith, datter af Æthelred af Mucil. Ifølge de angelsaksiske krøniker besøgte Alfred som fem-årig Rom, hvor pave Leo 4. efter sigende udpegede drengen til saksernes fremtidige konge; en påstand, der fik betydning, da Alfred gjorde krav på tronen efter sin brors død i 865. Denne bror havde nemlig en søn og arving. Hvad pave Leo 4. præcis har udtrykt om Alfreds fremtidige rolle, er omdiskuteret, da alle Alfreds tre ældre brødre på det tidspunkt var i live. Pave Leo 4. siger i et senere brev, at Alfred blev udpeget som "konsul". Hvad der ligger i denne titel, er uvist. En fejlfortolkning af titlen og udpegningen – tilsigtet eller utilsigtet – kan forklare forvirringen omkring Alfreds krav på tronen. En anden teori om Alfreds krav på tronen i Wessex bygger på hans næste besøg i Rom, hvor han var med sin far på pilgrimsrejse.
Efter hjemkomsten i 856 blev kong Æthelwulf afsat af sin søn Æthelbald af Wessex. Den truende borgerkrig mellem far og søn resulterede i, at Wessex' stormænd samledes for at finde et kompromis. Det blev til, at de vestlige grevskaber (dvs. det oprindelige Wessex) blev kontrolleret af Æthelbald, mens de østlige områder blev kontrolleret af hans far. Efter Æthelbalds død blev Wessex på skift regeret af Alfreds tre ældre brødre, indtil Alfred overtog tronen.
Omkring 890 fik kong Alfred besøg af den nordnorske høvding Ottar fra Hålogaland, og fik nedtegnet dennes beretning.

## Under Æthelred
I den korte periode, hvor Alfreds ældre brødre Æthelbald af Wessex og Æthelberht af Wessex regerende, blev Alfred ikke nævnt i kilderne. Hans offentlige liv begyndte i 866 ved tiltrædelsen af hans tredje bror, Æthelred af Wessex. Det er i den periode, at biskop Asser benyttede sig af den særlige titel, "Secundarius", som han knytter til Alfred. Det kan betyde, at Alfred var en slags keltisk tanist, dvs. en anerkendt tronfølger tæt forbundet med den regerende monark. Det er muligt, at det var godkendt af Alfreds far eller af det angelsaksiske råd, Witan, for at sikre mod uoverensstemmelser ved arvefølgen, hvis Æthelred skulle falde i kamp. Det er velkendt at krone en efterfølger som kronprins og hærfører blandt andre germanske stammer som svenskerne og frankerne – stammer, som angelsakserne er nært beslægtet med.
I 868 gjorde Alfred og Æthelred et mislykket forsøg på at holde de invaderende danske vikinger (den Store Hedenske Hær) ude af nabokongeriget Mercia. Alfred og hans bror betalte tribut til de danske vikinger, som undlod at angribe Wessex de næste to år.
I slutningen af 870 angreb danskerne Wessex, og året efter blev der udkæmpet ni forskellige slag. Efter et heldigt udfald af slaget ved Englefield 31. december 870, fulgte slaget ved Reading den 5. januar 871, hvor Wessex led et alvorligt nederlag. Det lykkedes dog for Alfred og hans bror at reorganisere styrkerne og vinde slaget ved Ashdown og slaget ved Berkshire Downs. De to sejre tilskrives for en stor del Alfreds indsats.
Den 22. januar blev styrkerne i Wessex besejret og ved slaget ved Merton den 22. marts, blev kong Æthelred dræbt. Derimellem var der måske yderligere to kamphandlinger.

## Kongen i krig – tidlige kampe, nederlag og flugt
I marts 871 døde Alfreds bror Æthelred, og Alfred overtog tronen i Wessex, til trods for at Æthelred havde to mindreårige sønner, Æthelhelm og Æthelwold. Det skete efter den aftale, som Æthelred og Alfred havde indgået tidligere på året. Brødrene var blevet enige om, at uanset hvem af dem, der overlevede krigen, skulle han være konge over Wessex på trods af arvinger. Set i lyset af, at der var invasion af danske vikinger, og at Alfreds nevøer på dette tidspunkt var meget unge, er Alfreds krav på tronen næppe blevet anfægtet. Senere opstod der spændinger mellem Alfred og hans nevøer, der følte, at Alfred uretmæssigt havde fået tronen.
Mens Alfred planlagde sin brors begravelse, besejrede danskerne den engelske hær uden Alfred på et ukendt sted og igen ved Wiltopn i maj, hvor Alfred var med. Nederlaget ved Wilton ødelagede Alfreds forhåbninger om at drive danskerne ud af Wessex, og i stedet for måtte han slutte fred med de danske vikinger. Kilderne fortæller ikke om fredsaftalens vilkår, men biskop Asser overdriver givetvis og gengiver, at "hedningerne" var villige til at trække sig tilbage fra Wessex med Gud som garant. En vikingehær forlod Reading i efteråret 871 for at tage vinterophold i London. Selv om hverken biskop Asser eller de angelsaksiske krøniker nævner det, betalte Alfred sikkert vikingerne for at forlade landet, ligesom mercianerne gjorde det de næste år.
Skattefund fra vikingernes besættelse af London i 871/2 er udgravet i Croydon, Gravesend, og ved Waterloo Bridge; fundene tyder på, at omkostningerne ved fredsslutningen med vikingerne var noget mere bekostelige, end Asser beskriver. I de næste år besatte danskerne andre dele af England, og i 876 lykkedes det Guthrum den uheldige at slippe forbi den engelske hær og angribe det engelskbesatte område Wareham i Dorset. Alfred forsøgte at belejre dem, men han var ude af stand til at tilbageerobre Wareham. Derfor forhandlede han fred med udveksling af gidsler og løfter, som danskerne svor ved en hellig ring, brugt ved dyrkelse af Thor. Danskerne brød alligevel fredsaftalen, myrdede alle de engelske gidsler og flygtede i mørket til Exeter. Dér belejrede Alfred dem, og da en dansk hjælpeflåde blev ødelagt i en storm, var danskerne nødt til at trække sig tilbage til Mercia. Allerede i 878 vendte de tilbage og angreb Chippenham, hvor Alfred havde boet i julen. "De fleste af indbyggerne blev dræbt - undtagen kong Alfred, og med ham drog en lille gruppe fra træ til træ og sump til sump, og efter påske byggende han en fæstning i Athelney, en ø i marsken i Somerset, og derfra kæmpende han imod fjenden." Det lykkedes Alfred at stifte en effektiv modstandsbevægelse mod danskerne og mobilisere de lokale militser fra Somerset, Wiltshire og Hampshire fra fortet på Athelney. En historie om Alfred den Store, som går tilbage til det 12. århundredes krøniker, fortæller, hvordan han efter flugten fik husly i Somerset hos en bondekone, som ikke kendte ham. Hun bad ham holde øje med de brød, som hun var ved at stege over ilden. Alfred tænkte på sine problemer, og brødet blev svedet, og konen rasende. Da hun fandt ud af Alfreds identitet, bad hun om undskyldning; men det ville han ikke høre tale om.
En anden anekdote fortæller, at Alfred forklædt som præst forsøgte at komme ind i Guthrums lejr for at spionere. Begge historier har et propagandistisk formål, og Alfred bliver fremstillet som en from og ydmyg kristen med handlekraft i den fortvivlende situation, han befandt sig i som konge i et øde marskområde. Begge historier er med i den britiske forfatter Bernard Cornwells romaner 'Saksernes krøniker' fra omkr. 1960 med Alfred som en af de vigtigste personer.
Dette var lavpunktet i de angelsaksiske kongerigers historie. Rigerne var erobret af danskerne og blev enten regeret af dem eller af deres skyggekonger. Undtagelsen var det lille område i marsken i Wessex, hvor Alfred nu samlede sine mænd til modangreb.